# Byrsonima ligustrifolia
Byrsonima ligustrifolia là một loài thực vật có hoa trong họ Malpighiaceae. Loài này được Mart. mô tả khoa học đầu tiên năm 1838.